# NBC
National Broadcasting Company (NBC) este o rețea de televiziune comercială terestră americană în limba engleză, servind drept proprietate emblematică a diviziei NBC Entertainment a NBCUniversal, o filială a Comcast. Este una din cele două filiale emblematice omonime ale NBCUniversal alături de Universal Studios.
Sediul NBC este în New York City la Comcast Building. NBC are, de asemenea, birouri notabile la NBC Tower în Chicago, Illinois.
Fondată în 1926 de Radio Corporation of America, NBC este cel mai vechi dintre rețelele de televiziune americane "Big Three" (cu celelalte două mergând după abrevierile ABC și CBS) și este uneori referită drept Peacock Network cu referire la logo-ul stilizat de păun, care a fost introdus în 1956 să promoveze inovațiile companiei în difuzarea timpurie de culori.
NBC are douăsprezece stații deținute și operate și are afiliați în toate piețele TV din Statele Unite. Unele stații sunt, de asemenea, disponibile în Canada, Caraibe și Mexic prin furnizori de televiziune cu plată sau în zone de graniță peste aer. NBC menține și acorduri de licențiere de marcă pentru canale internaționale în Coreea de Sud și Germania.